# 生活安全部
生活安全部（せいかつあんぜんぶ）は、都道府県警察本部に必置の部署の一つ。少年犯罪、経済環境事犯およびサイバー犯罪など、防犯保安活動全般を手がける。小さな警察本部では警邏を行う地域警察部門も併せて担う。
警察署には同様の業務を所轄レベルで行なう「生活安全課」がある。なお、中・小規模の警察署では「刑事生活安全課」・「生活安全刑事課」のように刑事課との合同部署となっていることが多い。

## 沿革
1995年に防犯部（一部の県警察では保安部）が改称して生活安全部となった。近年では保安部門を再度独立させることが検討され、刑事部門とも再編し銃器・薬物対策に関しては、刑事部や組織犯罪対策部等へ移行した。

## 警視庁生活安全部
出典：

### 生活安全総務課
課長はキャリアの警視正
- 庶務：庶務係(生活安全部内庶務)
- 会計：会計係(生活安全部内予算経理)
- 生活安全企画：生活安全企画係(運営企画・総合調整)、生活安全管理係(運営)
- 法制・システム：生活安全法制係、生活安全指導係、システム係
- 犯罪情勢分析：犯罪情勢分析係(情報収集・分析)、渉外情報発信係(広報)
- 個別防犯：個別防犯係(防犯活動)、都市防犯係(防犯カメラの設置推進)
- 防犯営業：防犯営業第一係(警備業の認定・指導取締り)、防犯営業第二係(質屋・古物営業の許可、探偵業の届出)
- 生活安全相談センター：生活安全相談係(相談の受理)

### 人身安全対策課
- 人身安全管理：人身安全管理係(課内庶務)、人身安全企画(企画・管理・調整)
- ストーカー・DV対策：ストーカー・DV規制係(企画・調整)、ストーカー・DV指導係(情報の管理及び照会)
- ストーカー・DV捜査：ストーカー・DV捜査第1係～第3係(相談・捜査)
- 行方不明対策：行方不明対策第1係～第2係(行方不明者等の捜索)
- 虐待対策：虐待対策第1係～第2係(児童の保護)
- 子ども・女性安全対策：子ども・女性安全対策第1係～第3係(情報収集・分析)

### 生活経済課
- 第一経済：経済第1係(課内庶務)、経済第2係(悪徳商法の照会、経理捜査)、経済第3係(金融関係法令違反事件捜査)
- 第二経済：経済第4係～第5係(証券・商品取引関連法令違反事件捜査)、経済第6係(関税関係法令違反・外国貿易関係法令違反捜査)
- 第三経済：経済第7係(土地建物関係法令違反事件捜査)、経済第8係～第9係(特定商取引に関する法律違反事件の捜査)
- 金融犯罪対策室：金融犯罪対策第1係～第3係(悪徳金融業者捜査)

### 生活環境課
- 第一環境：環境管理(課内庶務)、銃砲刀剣類対策(銃砲刀剣類所持許可)、危険物対策係(危険物運搬届出事務)
- 第二環境：環境第1係(環境事案の情報収集、環境事犯の取締り)、環境第2係～第4係(環境事犯の取締り)
- 第三環境：保健衛生第1係(保健衛事犯の情報収集、取締り)、保健衛生第2係～第3係(保健衛生事犯の取締り)

### 保安課
課長はノンキャリアの警視正
- 風俗営業：風俗管理係(課内庶務)、風俗営業係(風俗営業許可)、行政処分係
- 査察：査察係(風俗営業等への査察)
- 保安：保安第1係(賭博犯罪等の捜査及び情報収集)、保安第2係(外国人労働者雇用関係捜査)、保安第3係(その他取締り)
- 第一風紀：保安情報捜査(風俗関係事犯初動捜査)、風紀第1係(風俗関係事犯の取締り)
- 第二風紀：風紀第2係(売春事犯等の取締り)

### 少年育成課
- 少年育成：少年企画係(課内庶務、企画)、少年対策係(広報)
- 環境：少年環境係(少年に有害な環境の浄化)、少年相談係(少年相談)
- 福祉犯：福祉犯第1係～福祉犯第3係(少年の福祉を害する犯罪の取締り)

### 少年事件課
- 少年事件指導：指導第1係(課内庶務、施設逃走等少年の手配及び保護)、指導第2係(少年事件捜査の実務指導)
- 第一少年事件：少年事件第1係～第3係(犯罪少年の事件捜査)
- 第二少年事件：少年事件第4係～第6係(犯罪少年の事件捜査)
- 第三少年事件：少年事件第7係～第9係(犯罪少年の事件捜査)

### サイバー犯罪対策課
課長はキャリアの警視
- サイバー犯罪対策：管理係(課内庶務、企画・調査・調整)、対策係(関係機関・団体等との連絡、相談)
- サイバー犯罪情報：情報第1係～第2係(サイバー犯罪情報の収集・管理)
- サイバー犯罪捜査支援：情報第3係～第4係(サイバー犯罪初動捜査・指導)
- 第一サイバー犯罪捜査：捜査第1係～第2係(不正アクセス行為の禁止に関する法律違反の取締り)
- 第二サイバー犯罪捜査：捜査第3係～第4係(高度な情報技術を利用する犯罪の取締り)
- 第三サイバー犯罪捜査：捜査第5係～捜査第6係(インターネット上の違反情報・有害情報に関する情報の取締り)、
- 捜査第7係～第8係(生活安全部長特命サイバー犯罪捜査)、協働捜査係(サイバー犯罪に係る協働捜査)
- ネットワーク捜査指導室：分析係(高度な情報技術を利用する犯罪の分析)、
- 技術調査係(高度な情報技術を利用する犯罪の調査研究)、
- 技術管理(高度な情報技術を利用する犯罪に係る電子計算機の管理運用)

### 生活安全特別捜査隊
- 庶務係、資料係、指導係、情報係、各班

### 部長
ほとんどの部長をキャリアの警視監が務める警視庁において、地域部長に加えて生活安全部長(または組織犯罪対策部長)は数少ないノンキャリアポストであり、警視長が着任する。